# میمی راجرز
 میمی راجرز (به انگلیسی: Mimi Rogers) (زاده ۲۷ ژانویه ۱۹۵۶) بازیگر آمریکایی است.
از فیلم‌های او می‌توان به آستین پاورز: مرد بین‌المللی رمز و راز، اسیر، شن‌های سفید، در زیرزمین، کوئین توانا، گانگ هو، نزاع هارلن کانتی، زنجبیل ضربه محکم و ناگهانی، سقوط کردن و سریال پرونده‌های اکس اشاره کرد.